# Pachyramphus castaneus
Pachyramphus castaneus е вид птица от семейство Tityridae.

## Разпространение
Видът е разпространен в Аржентина, Боливия, Бразилия, Венецуела, Еквадор, Колумбия, Парагвай и Перу.